# Corryocactus quadranularis
Corryocactus quadranularis là một loài thực vật có hoa trong họ Cactaceae. Loài này được (Rauh & Backeb.) F.Ritter mô tả khoa học đầu tiên năm 1958.